# Ljudet av ett annat hjärta
Ljudet av ett annat hjärta, skriven av Per Gessle och Mats "MP" Persson, är en sång inspelad av den svenska popgruppen Gyllene Tider, släppt på singel den 24 oktober 1981. På den svenska singellistan låg den som högst på tredje plats.
Melodin låg på Svensktoppen i sammanlagt nio veckor under perioden 14 februari-4 april 1982, med sjätteplats som högsta placering där .

## Låtlista
1. Ljudet av ett annat hjärta - 3:50
2. Teena - 6.05

## Engelska
"Ljudet av ett annat hjärta" spelades också in med text på engelska, som "Fever in the Night".

## Listplaceringar
| Lista (1981-1982) | Position |
| ----------------- | -------- |
| Sverige           | 3        |